# باشگاه ورزشی ایسترن
باشگاه ایسترن اسپورتز (東方體育會足球隊有限公司) یک باشگاه ورزشی است که در هنگ کنگ واقع شده است.
این باشگاه که در سال ۱۹۳۲ تأسیس شده در ورزش‌های فوتبال و بسکتبال فعالیت می‌کند، این باشگاه در سال ۱۶–۲۰۱۵ قهرمان لیگ برتر فوتبال هنگ کنگ شده است.

## افتخارات

### لیگ
- لیگ برتر فوتبال هنگ کنگ

قهرمان (۱): ۲۰۱۵–۱۶
نایب قهرمان (۱): ۲۰۱۴–۱۵
- لیگ دسته اول فوتبال هنگ کنگ

قهرمان (۴): ۱۹۵۵–۵۶، ۱۹۹۲–۹۳، ۱۹۹۳–۹۴، ۱۹۹۴–۹۵
نایب قهرمان (۲):  ۱۹۸۶–۸۷، ۱۹۹۱–۹۲
- لیگ دسته دوم فوتبال هنگ کنگ

قهرمان (۲): ۱۹۴۷–۴۸، ۲۰۱۲–۱۳

### جام حذفی
- جام حذفی فوتبال هنگ کنگ

قهرمان (۴): ۱۹۸۳–۸۴، ۱۹۹۲–۹۳، ۱۹۹۳–۹۴، ۲۰۱۳–۱۴
نایب قهرمان (۲): ۱۹۹۴–۹۵، ۲۰۱۴–۱۵